# Cidade Ardente
Cidade Ardente  (em inglês:  City Heat) é um filme estadunidense de 1984, do gênero comédia de ação, dirigido por Richard Benjamin e estrelando por Clint Eastwood e Burt Reynolds. O filme foi lançado na América do Norte em dezembro de 1984.
O emparelhamento de Eastwood e Reynolds foi pensado para ter o potencial para ser um grande sucesso. Mas o filme ganhou apenas $38.3 milhões nas bilheterias, um lucro de $13.3 milhões em seu orçamento de $25 milhões.

## Sinopse
Em Kansas City, 1933, perto do fim da Lei Seca, um tenente da polícia conhecido por seu sobrenome, Speer (Eastwood), está familiarizado com um ex-policial que virou detetive particular chamado Mike Murphy (Reynolds). Speer e Murphy já foram bons amigos, o que mudou depois que Murphy deixou a força.
Em uma noite chuvosa, Speer vai a uma lanchonete para tomar café. Dois capangas chegam, procurando Murphy. Eles atacam no minuto em que Murphy chega, iniciando uma briga. Speer, nenhum fã de Murphy, ignora a luta até que um tonto faz com que ele derrame seu café. Ambos os capangas são jogados pela porta da frente. Murphy sarcasticamente dá graças a Speer por salvar sua vida.
Os dois rivais têm olhos para a secretária de Murphy Addy, (Jane Alexander). Ela ama ambos e prova isso quando, depois de dar um beija de adeus carinhosamente em Murphy, vai a um encontro com Speer. Murphy tem um novo interesse romântico, uma socialite rica chamada Caroline Howley (Madeline Kahn), mas encontra-se incapaz de se entregar a relação.
Speer e Addy vão a uma luta de boxe em que o chefe da máfia, Primo Pitt (Rip Torn) está presente. Parceiro de Murphy, Dehl Swift (Richard Roundtree) também está lá, e parece estar em conluio com Pitt e sua gangue. Swift está na posse de uma mala cujo conteúdo, registros contábeis secretos de operações do chefe de gangue rival Leon Coll, são o alvo de ambos bandos de Pitt e Coll.
Swift, atado por Speer e Addy , é confrontado por bandidos de Pitt em seu apartamento e é baleado até a morte. Um bandido abre a pasta, mas não há nada dentro. Ele pega o corpo de Swift e joga-o para fora da janela, onde ele cair no telhado do carro estacionado de Speer (que é ocupado pelo horrorizado Addy, que espera depois de Speer ter ido investigar no apartamento).
Murphy jura vingança sobre Pitt por matar seu parceiro. Ele pede a Speer uma assistência e eles formam uma aliança relutante. Uma testemunha do assassinato é a namorada de Swift, cantora de boate Ginny Lee (Irene Cara). Após o encontro com Murphy em um filme, Gina é confrontado por bandidos de Pitt fora do teatro. Quando ela tenta escapar, ela é atropelada por um carro e fica gravemente ferida.
Murphy e Speer prometem vingar dela e também tentar salvar Caroline, que foi raptada pelo bando de Pitt para forçar Murphy a entregar os registros perdidos. Um confronto final com Pitt e sua gangue ocorre em um armazém (onde Speer continuamente e com humor continua a puxar as armas maiores que Murphy) e em um bordel (onde Murphy aparece em um traje para resgatar Caroline).
Como o que resta da gangue de Pitt são transportados pela polícia, Coll aparece segurando Addy com uma arma e exigindo seus registros. Murphy e Speer prometem entregar em mãos sobre a pasta em troca de Addy, mas o caso é uma armadilha. O carro de Coll é explodido com Coll nele. No final, os rivais se tornaram amigos de novo, pelo menos até que uma observação casual leva a outra completa briga em uma boate e termina com Speer e Murphy pisar lá fora para uma briga, cara a cara.

## Elenco
- Clint Eastwood como Tenente Speer
- Burt Reynolds como ex-policial Mike Murphy
- Jane Alexander como Addy
- Madeline Kahn como Caroline Howley
- Rip Torn como Primo Pitt
- Irene Cara como Ginny Lee
- Richard Roundtree como policial Diehl Swift
- Tony Lo Bianco como Leon Coll
- William Sanderson como Lonnie Ash
- Nicholas Worth como Troy Roker
- Robert Davi como Nino
- Art LaFleur como o pugilista
- Jack Nance como Aram Strossell, o escriturário

## Produção
Blake Edwards coescreveu o roteiro, inicialmente intitulado Kansas City Blues. Edwards foi o diretor original do filme, mas foi demitido no início e substituído por Richard Benjamin. Ele manteve crédito co-escrito sob o pseudônimo de Sam O. Brown (As iniciais S.O.B. sendo uma referência para o seu filme anterior). Eastwood foi escalado como como o protagonista e recebeu um salário de US$4 milhões.
As filmagens começaram em Fevereiro de 1984. No primeiro dia Reynolds foi acidentalmente atingido no rosto com uma cadeira de metal durante uma cena de luta. Sua mandíbula estava quebrada e ele estava restrito a uma dieta líquida, levando-o a perder mais de 30 quilos, as filmagens ficaram paradas por um tempo. Sua condição foi manchete nos tablóides, que especularam que ele tinha AIDS.

## Trilha sonora
Clint Eastwood é um dos pianistas ouvido fazendo o jazz na trilha sonora do filme. Eastwood é um aficionado de jazz da vida real.

## Lançamento e recepção

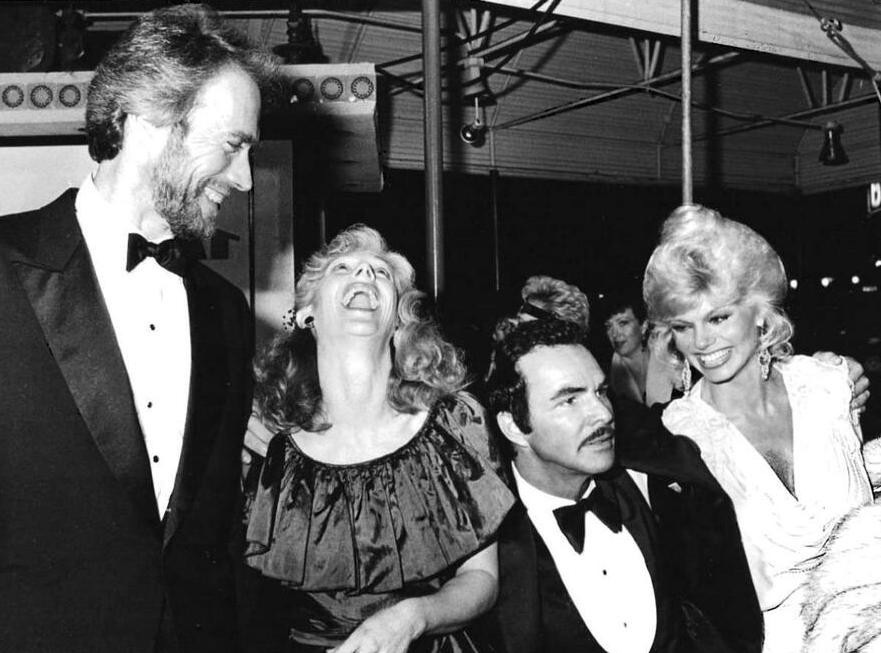
Clint Eastwood, Sondra Locke (1944-2018), Burt Reynolds (1936-2018) e Loni Anderson na estreia de City Heat.

City Heat foi lançado nos cinemas dos Estados Unidos em dezembro de 1984. Ele arrecadou $38.3 milhões nas bilheterias norte-americanas. O filme foi nomeado ao Framboesa de Ouro, incluindo Pior Ator para Reynolds.
O filme recebeu críticas medíocres e críticos expressaram seu desapontamento com o script e o emparelhamento das duas estrelas de cinema. Não existe consenso no Rotten Tomatoes, embora 10 dos 13 avaliadores citados no local deram ao filme uma avaliação "podre". Na escala de Roger Ebert 0-4, deu ao filme  (metade de uma estrela), perguntando: "Como travestis como este são feitos?": Janet Maslin foi mais positiva, dizendo que "enfeitado e overplotted como está, City Heat tem muitos benefícios com o trabalho em equipe sardônico de Clint Eastwood e Burt Reynolds. Sem eles o filme seria eminentemente esquecível, mas suas brincadeiras lhes dá uma vantagem agradável." De acordo com Maslin:
O filme ... consegue ser pesado e ligeiro. Como fez em My Favorite Year, e, até certo ponto, em que compete com Racing with the Moon, Richard Benjamin se estabeleceu em um período de tempo evocativo e um elenco top de linha e mais ou menos à esquerda das coisas por aí. City Heat dedica muito mais energia para adereços, cenários e roupas do que para a racionalização dramática tão mal necessária. O roteiro, que é parte Sting, parte Sam Spade e parte pia da cozinha, ou é um pedaço de gênero irremediavelmente complicado ou muito sutil demais para levantar voo sobre o mesmo.